# Karoon (музичний гурт)
Karoon — електронний дует із Києва. За допомогою творчості вони досліджують власні стосунки. Гурт виник як експеримент: чи може музика зберегти їхню пару.

## Дискографія

### Мініальбоми
- 2020 — «Silska mistyka»

### Альбоми
- 2022 — «Тихіше»

### Сингли
- 2020 — «Ніяк»
- 2021 — «Сніг», «Тихіше»
- 2022 — «Не ходи за мною», «Українська завзята», «Лиса гора», «Дощем», «Брудна вода», «Штаб», «Несповна розуму», «Тікаєш»
- 2023 — «Сидить Миколай», «Ніч», «Стан», «Пісок»

### Спільні роботи
- 2022 — «Лелеки» (спільно з Марний)
- 2022 — «Замету» (спільно зі Схожа)
- 2022 — «Степ» (спільно з Туча)
- 2022 — «Дай мені трохи світла» (спільно з Nestor Selin)
- 2023 — «Поплавок» (спільно з Nestor Selin)
- 2023 — «Холодний світ» (спільно з Микола Серпень)

## Музичні відео
| Рік  | Назва                | Режисер             |
| ---- | -------------------- | ------------------- |
| 2020 | «Ніяк»               | Тарас Карун         |
| 2020 | «Step»               | Тарас Карун         |
| 2020 | «Leleky»             | Дмитро Шатило       |
| 2021 | «Чернобыль»          | Тарас Карун         |
| 2021 | «Сніг»               | Дмитро Шатило       |
| 2021 | «Тихіше»             | Анастасія Явтушенко |
| 2022 | «Не ходи за мною»    | Рустам Мулік        |
| 2022 | «Палиш»              | Ольга Мазурок       |
| 2022 | «Українська завзята» |                     |
| 2023 | «Стан»               | Дмитро Шатило       |
| 2023 | «Пісок»              | Альона Котляренко   |